# James Sandilands, 1. Lord Torphichen
James Sandilands, 1. Lord Torphichen (* um 1511; † 29. September 1579 auf Hallyards Castle in Fife), war ein schottischer Adliger.
Er war ein jüngerer Sohn des Sir James Sandilands, 7. Laird of Calder (1482–1559), und der Mariot Forrester († 1562).
1530 wurde er Ritter des Malteserordens und lebte viele Jahre auf Malta. Um 1546 wurde er Präzeptor der Malteserkommende Torphichen Preceptory in Linlithgowshire, der einzigen Niederlassung dieses Ordens im Königreich Schottland. Als Inhaber dieses Amtes war er auch Mitglied des schottischen Kronrates und des schottischen Parlaments.
Obwohl er Mitglied eines katholischen Ritterordens war, unterstützte er, wie sein Vater, die Reformation.
1560 reiste er im Auftrag des schottischen Parlaments nach Frankreich zu Maria Stuart, Königin von Schottland, damals Gattin von König Franz II. von Frankreich, um deren Zustimmung zum Vertrag von Edinburgh einzuholen. Der Vertrag hätte das Bündnis zwischen Frankreich und Schottland beendet und den Abfall Schottlands von der katholischen Kirche eingeleitet, wurde aber von Königin Maria abgelehnt.
Anfang September 1560 vollzog er seine persönliche Abkehr von der katholischen Kirche und dem Zölibat und heiratete Janet Murray († 1596), Tochter des William Murray, Laird of Polmaise and Touchadam.
Am 23. Januar 1564 trat er von allen kirchlichen Ämtern zurück und übereignete alle seine Besitzungen und damit verbundene Rechte der schottischen Krone. Diese Besitzungen umfassten insbesondere die feudalen Baronien Torphichen, Listoun, Ballintrodo, Tankertoun, Denny, Maryculter, Stanhoep und Galtua. Königin Maria Stuart belehnte ihn im Gegenzug mit ebendiesen Ländereien, die nunmehr in einer einzigen Baronie Torphichen zusammengefasst wurden, und verlieh ihm den erblichen Adelstitel Lord Torphichen, of Saint John of Torphichen. Da er selbst keine Kinder hatte, sollten Titel und Lehen an beliebig vererbbar sein („to his heirs and assignees whatsoever“).
1567 war er bei der Krönung König Jakobs VI. anwesend.
Als er am 29. September 1579 kinderlos starb, beerbte ihn James Sandilands, 10. Laird of Calder (um 1574–1617), der noch minderjährige Enkel seines ältesten Bruders, als 2. Lord Torphichen. Seine Witwe heiratete um 1584 in zweiter Ehe John Grahame of Hallyards und 1596 in dritter Ehe Sir Peter Young of Seaton.